# Černčín
Černčín (do roku 1925 Čerčín, německy Tschertscheid) je původní osada, v současnosti místní část města Bučovice. Leží v okrese Vyškov asi 2 km severovýchodně od Bučovic v nadmořské výšce 250 m.

## Název
Jméno vesnice bylo odvozeno od osobního jména Černka (ve starším tvaru Črnka – z roku 1534 je doloženo jméno vsi ve tvaru Črnčín). Význam místního jména byl "Černkův majetek".

## Historie
První zmínka je z roku 1131 (Cerncine), kdy tu držel dvě popluží kostel přerovský.

## Obyvatelstvo

### Struktura
Vývoj počtu obyvatel za celou obec i za jeho jednotlivé části uvádí tabulka níže, ve které se zobrazuje i příslušnost jednotlivých částí k obci či následné odtržení.
| Místní části   | Místní části | 1869 | 1880 | 1890 | 1900 | 1910 | 1921 | 1930 | 1950 | 1961 | 1970 | 1980 | 1991 | 2001 | 2011 |
| -------------- | ------------ | ---- | ---- | ---- | ---- | ---- | ---- | ---- | ---- | ---- | ---- | ---- | ---- | ---- | ---- |
| Počet obyvatel | část Černčín | 345  | 411  | 399  | 446  | 514  | 485  | 470  | 466  | 446  | 380  | 344  | 278  | 292  | 348  |
| Počet domů     | část Černčín | 69   | 74   | 78   | 87   | 101  | 104  | 123  | 133  | 125  | 125  | 114  | 132  | 145  | 149  |

## Pamětihodnosti

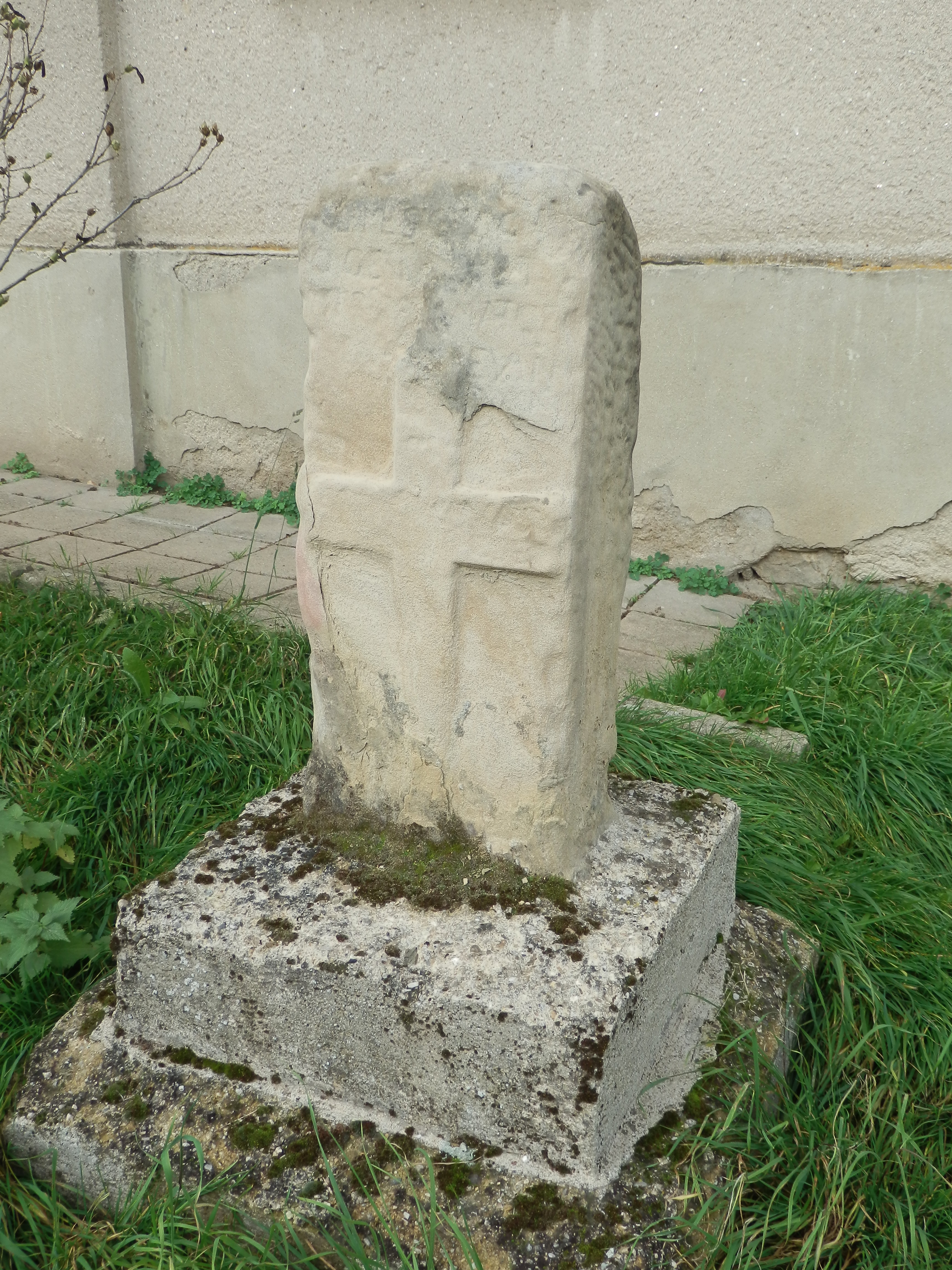
Smírčí kámen

- pamětní kámen (pro své historicko – topografické umístění)

## Ochrana přírody
V katastru obce se nacházejí tato chráněná území:
- Evropsky významné lokality: Černecký a Milonický hájek